# Maria Kwaśniewska
Maria Jadwiga Kwaśniewska-Maleszewska (Polonia, 15 de agosto de 1913-17 de octubre de 2007) fue una atleta polaca, especialista en la prueba de lanzamiento de jabalina en la que llegó a ser medallista de bronce olímpica en 1936.

## Carrera deportiva
En los JJ. OO. de Berlín 1936 ganó la medalla de bronce en el lanzamiento de jabalina, llegando hasta los 41.80 metros, siendo superada por las alemanas Tilly Fleischer (oro con 45.18 metros) y Luise Krüger (plata).